# Библиотековедение
Библиотекове́дение — научная дисциплина, изучающая теорию, историю, методологию, технологию, методику и организацию библиотечного дела, а также принципы формирования, развития, функционирования библиотечной системы.
Впервые термин «библиотековедение» был упомянут в трудах Мюнхенского библиотекаря М. Шреттингера. Библиотековедение связано с многими научными дисциплинами: педагогика, психология, право, экономика, информатика и другие.

### Разделы библиотековедения
- Общее библиотековедение, изучающее теоретические, исторические и организационные проблемы библиотечной деятельности, а также изучение объекта и предмета библиотековедения, его структуры, терминологии, места в системе наук, связей со смежными и сопредельными научными дисциплинами, закономерностей библиотечной деятельности, её принципов и концепций, методологии и методики библиотечных исследований, истории библиотековедческой мысли.
- Особенное библиотековедение исследует различные специфические аспекты библиотечной деятельности, например библиотечный маркетинг.
- Частное библиотековедение — комплекс разделов библиотековедения, содержание которых составляют учения о различных частях библиотеки как системы — библиотечном фонде, библиотечном каталоге, контингенте пользователей библиотеки, материально-технической базе библиотеки, требованиям к библиотекарям и т. д.

## История
История развития библиотековедения в мировом масштабе пока изучена недостаточно.
В России термин «библиотековедение» получил распространение с середины XIX века и прочно утвердился в начале XX века. Важную роль в развитие российского библиотековедения сыграли: В. И. Собольщиков, Н. А. Рубакин, Л. Б. Хавкина.
С момента появления библиотек и до конца XVIII века библиотековедение не существовало как собственная отрасль знания. В начале XIX столетия начинается становление библиотековедения как науки и учебной дисциплины.